# Hebrus burmeisteri
Hebrus burmeisteri är en insektsart som beskrevs av Lethierry och Severin 1896. Hebrus burmeisteri ingår i släktet Hebrus och familjen vitmosseskinnbaggar. Inga underarter finns listade i Catalogue of Life.